# EHF European League 2023-2024 (maschile)
L'EHF European League 2023-2024 è stata la 43ª edizione della EHF European League, la seconda coppa per club più importante d'Europa, organizzata dall'European Handball Federation (EHF).

## Formula

### Turni di qualificazione
In base al numero delle squadre iscritte vengono sorteggiati uno o più turni di qualificazione: il turno si basa su gare di andata e ritorno che possono essere giocate a distanza di una settimana oppure, su accordo tra le società, possono essere giocate nella stessa sede in un solo weekend.

### Fase a gironi
Le 12 squadre già qualificate di diritto alla fase a gironi sono raggiunte da altrettante squadre qualificate tramite i turni di qualificazioni. Le 24 squadre vengono divise in quattro gironi da sei squadre ciascuno, dove le formazioni si scontrano con la formula del girone all'italiana con partite di andata e ritorno. Alla conclusione delle partite, le prime quattro squadre classificate si qualificano per i sedicesimi di finale.

### Main round
Le sedici squadre rimaste si dividono in quattro gruppi da quattro squadre, dove giocano partite contro le squadre con cui non hanno giocato nel primo turno, portandosi invece dietro i punti conquistati con le squadre già affrontate. Al termine delle partite la prima classificata di ogni gruppo si qualifica direttamente ai quarti di finale, mentre le seconde e le terze giocano dei playoff per qualificarsi ai quarti.

### Playoff e quarti di finale
Le otto squadre qualificate giocano, tramite sorteggio, partite di andata e ritorno. Le squadre che risultano vincenti al termine delle due gare si qualificano per i quarti di finale.
Dopo altri due scontri di andata e ritorno, le squadre vincenti si qualificano per le Final Four.

### Final Four
Al termine delle partite dei quarti di finale, le quattro squadre qualificate partecipano alle Final Four, che prevedono semifinali e finali da disputarsi in gara secca.

## Squadre partecipanti
Alla manifestazione partecipano 37 squadre, nove in meno della stagione precedente. Non sono state ammesse squadre russe e bielorusse.
| Fase a gironi          | Fase a gironi      | Fase a gironi         | Fase a gironi         |
| ---------------------- | ------------------ | --------------------- | --------------------- |
| Füchse Berlino         | Sporting CP        | HBC Nantes            | Rebi Cuenca           |
| Górnik Zabrze          | RK NEXE Našice     | Bjerringbro-Silkeborg | Kadetten Schaffhausen |
| IFK Kristianstad       | RK Alkaloid        | MOL-Tatabánya         | RK Gorenje Velenje    |
| MŠK Považská Bystrica  | CS Dinamo Bucarest | AEK HC                | Elverum Håndball      |
| SG Flensburg-Handewitt | S.L. Benfica       | Chambéry Savoie HB    | BM Logroño La Rioja   |
| SPR Chrobry Głogów     | Skjern Håndbold    | HC Kriens-Luzern      | IK Sävehof            |
| RK Vojvodina           | RK Izviđač         | RK Lovćen Cetinje     |                       |
| Qualificazioni         |                    |                       |                       |
| Rhein-Neckar Löwen     | ABC Braga          | Fraikin BM Granollers | Pfadi Winterthur      |
| Ystads IF              | RK Vardar          | RK Trimo Trebnje      | CSM Costanţa          |
| TSV Hannover-Burgdorf  | AA Águas Santas    |                       |                       |

## Qualificazioni
Il sorteggio per il primo turno delle qualificazioni si è tenuto il 18 luglio 2023 a Vienna, nella sede dell'European Handball Federation.
| Squadra 1     | Totale | Squadra 2          | Andata | Ritorno        |
| ------------- | ------ | ------------------ | ------ | -------------- |
| Ystads        | 49–63  | Hannover-Burgdorf  | 28–33  | 21–30          |
| Trimo Trebnje | 57–58  | ABC Braga          | 31–29  | 26–29          |
| Águas Santas  | 43–44  | Pfadi Winterthur   | 24–22  | 19–22          |
| Vardar        | 58–71  | Rhein-Neckar Löwen | 25–34  | 33–37          |
| CSM Costanţa  | 52–51  | Fraikin Granollers | 27–29  | 25–22 (d.t.r.) |

## Fase a gironi

### Sorteggi e formula
Le 32 squadre qualificate alla fase a gironi sono state raggruppate in 4 fasce per il sorteggio in base al ranking.
Le squadre della stessa nazione non saranno sorteggiate nello stesso girone.
I criteri da seguire in caso di arrivo a pari punti sono:
- punti ottenuti negli scontri diretti;
- differenza reti negli scontri diretti;
- maggior numero di reti segnate negli scontri diretti;
- differenza reti generale;
- maggior numero di reti segnate in generale.

Qualora questi criteri non soddisfino una squadra si procederà con l'estrazione a sorte, nella sede dell'EHF a Vienna davanti ai responsabili di ogni squadra.

### Fasce d'estrazione
Il sorteggio per i gironi si è tenuto nella sede EHF a Vienna, il 21 luglio 2023
| Prima fascia                                                                                                 | Seconda fascia                                                                                    | Terza fascia                                                                                      | Quarta fascia                                                                                     |
| --- | ------------------------------------------------------------------------------------------------- | ------------------------------------------------------------------------------------------------- | ------------------------------------------------------------------------------------------------- |
| Füchse Berlino Sporting CP Nantes Rebi Cuenca Górnik Zabrze Nexe Bjerringbro-Silkeborg Kadetten Schaffhausen | Kristianstad Alkaloid MOL-Tatabánya Gorenje Velenje Považská Bystrica Dinamo Bucarest AEK Elverum | Flensburg-Handewitt Benfica Chambéry Logroño La Rioja Chrobry Głogów Skjern Kriens-Luzern Sävehof | Hannover-Burgdorf Braga Pfadi Winterthur Rhein-Neckar Löwen CSM Costanţa Vojvodina Izviđač Lovćen |

### Girone A

#### Classifica
| Pos | Squadra            | G | V | N | P | GF  | GS  | DG  | Pt | Qualificazione |
| --- | ------------------ | - | - | - | - | --- | --- | --- | -- | -------------- |
| 1   | Nantes             | 6 | 5 | 0 | 1 | 201 | 177 | +24 | 10 | Main Round     |
| 2   | Rhein-Neckar Löwen | 6 | 5 | 0 | 1 | 198 | 177 | +21 | 10 | Main Round     |
| 3   | Benfica            | 6 | 2 | 0 | 4 | 194 | 210 | −16 | 4  |                |
| 4   | Kristianstad       | 6 | 0 | 0 | 6 | 162 | 191 | −29 | 0  |                |

#### Risultati
|                    | NAN   | KRI   | BEN   | RNL   |
| ------------------ | ----- | ----- | ----- | ----- |
| Nantes             | ––––  | 31-27 | 37-28 | 32-25 |
| Kristianstad       | 27-31 | ––––  | 27-31 | 20-26 |
| Benfica            | 34-38 | 36-33 | ––––  | 35-36 |
| Rhein-Neckar Löwen | 36-32 | 36-28 | 39-30 | ––––  |

### Girone B

#### Classifica
| Pos | Squadra           | G | V | N | P | GF  | GS  | DG  | Pt | Qualificazione |
| --- | ----------------- | - | - | - | - | --- | --- | --- | -- | -------------- |
| 1   | Hannover-Burgdorf | 6 | 5 | 1 | 0 | 192 | 164 | +28 | 11 | Main Round     |
| 2   | Górnik Zabrze     | 6 | 3 | 1 | 2 | 179 | 171 | +8  | 7  | Main Round     |
| 3   | Kriens-Luzern     | 6 | 1 | 2 | 3 | 179 | 180 | −1  | 4  |                |
| 4   | AEK               | 6 | 1 | 0 | 5 | 158 | 193 | −35 | 2  |                |

#### Risultati
|                   | GOR   | AEK   | KRL   | HAN   |
| ----------------- | ----- | ----- | ----- | ----- |
| Górnik Zabrze     | ––––  | 30-21 | 32-28 | 29-32 |
| AEK               | 26-30 | ––––  | 30-29 | 29-34 |
| Kriens-Luzern     | 30-30 | 39-27 | ––––  | 23-31 |
| Hannover-Burgdorf | 34-28 | 31-25 | 30-30 | ––––  |

### Girone C

#### Classifica
| Pos | Squadra          | G | V | N | P | GF  | GS  | DG  | Pt | Qualificazione |
| --- | ---------------- | - | - | - | - | --- | --- | --- | -- | -------------- |
| 1   | Sävehof          | 6 | 5 | 1 | 0 | 207 | 160 | +47 | 11 | Main Round     |
| 2   | Gorenje Velenje  | 6 | 2 | 1 | 3 | 182 | 170 | +12 | 5  | Main Round     |
| 3   | Rebi Cuenca      | 6 | 2 | 0 | 4 | 153 | 181 | −28 | 4  |                |
| 4   | Pfadi Winterthur | 6 | 2 | 0 | 4 | 163 | 194 | −31 | 4  |                |

#### Risultati
|                  | CUE   | GVE   | SAV   | WIN   |
| ---------------- | ----- | ----- | ----- | ----- |
| Rebi Cuenca      | ––––  | 28-27 | 22-30 | 28-24 |
| Gorenje Velenje  | 28-20 | ––––  | 28-28 | 34-26 |
| Sävehof          | 40-27 | 36-34 | ––––  | 41-20 |
| Pfadi Winterthur | 32-28 | 32-31 | 29-32 | ––––  |

### Girone D

#### Classifica
| Pos | Squadra           | G | V | N | P | GF  | GS  | DG  | Pt | Qualificazione |
| --- | ----------------- | - | - | - | - | --- | --- | --- | -- | -------------- |
| 1   | Nexe              | 6 | 5 | 0 | 1 | 215 | 172 | +43 | 10 | Main Round     |
| 2   | Skjern            | 6 | 4 | 0 | 2 | 191 | 172 | +19 | 8  | Main Round     |
| 3   | ABC Braga         | 6 | 2 | 0 | 4 | 173 | 188 | −15 | 4  |                |
| 4   | Považská Bystrica | 6 | 1 | 0 | 5 | 161 | 208 | −47 | 2  |                |

#### Risultati
|                   | NEX   | POV   | SKJ   | BRA   |
| ----------------- | ----- | ----- | ----- | ----- |
| Nexe              | ––––  | 35-28 | 39-25 | 38-28 |
| Považská Bystrica | 28-39 | ––––  | 31-27 | 26-34 |
| Skjern            | 33-30 | 42-22 | ––––  | 32-25 |
| Braga             | 30-34 | 31-26 | 25-32 | ––––  |

### Girone E

#### Classifica
| Pos | Squadra               | G | V | N | P | GF  | GS  | DG  | Pt | Qualificazione |
| --- | --------------------- | - | - | - | - | --- | --- | --- | -- | -------------- |
| 1   | Flensburg-Handewitt   | 6 | 5 | 0 | 1 | 218 | 162 | +56 | 10 | Main Round     |
| 2   | Kadetten Schaffhausen | 6 | 4 | 0 | 2 | 181 | 183 | −2  | 8  | Main Round     |
| 3   | Elverum               | 6 | 3 | 0 | 3 | 192 | 181 | +11 | 6  |                |
| 4   | Lovćen                | 6 | 0 | 0 | 6 | 141 | 206 | −65 | 0  |                |

#### Risultati
|                       | KAD   | ELV   | FLE   | LOV   |
| --------------------- | ----- | ----- | ----- | ----- |
| Kadetten Schaffhausen | ––––  | 32-30 | 25-24 | 36-26 |
| Elverum               | 31-27 | ––––  | 32-33 | 37-25 |
| Flensburg-Handewitt   | 46-32 | 38-35 | ––––  | 42-19 |
| Lovćen                | 26-29 | 19-35 | 26-27 | ––––  |

### Girone F

#### Classifica
| Pos | Squadra               | G | V | N | P | GF  | GS  | DG  | Pt | Qualificazione |
| --- | --------------------- | - | - | - | - | --- | --- | --- | -- | -------------- |
| 1   | Bjerringbro-Silkeborg | 6 | 5 | 0 | 1 | 183 | 158 | +25 | 10 | Main Round     |
| 2   | Vojvodina             | 6 | 4 | 0 | 2 | 172 | 163 | +9  | 8  | Main Round     |
| 3   | Alkaloid              | 6 | 1 | 1 | 4 | 166 | 187 | −21 | 3  |                |
| 4   | Logroño La Rioja      | 6 | 1 | 1 | 4 | 163 | 176 | −13 | 3  |                |

#### Risultati
|                       | BJE   | ALK   | LOG   | VOJ   |
| --------------------- | ----- | ----- | ----- | ----- |
| Bjerringbro-Silkeborg | ––––  | 35-31 | 26-22 | 34-25 |
| Alkaloid              | 29-28 | ––––  | 28-27 | 26-31 |
| Logroño La Rioja      | 28-29 | 29-29 | ––––  | 29-32 |
| Vojvodina             | 29-28 | 34-29 | 24-25 | ––––  |

### Girone G

#### Classifica
| Pos | Squadra          | G | V | N | P | GF  | GS  | DG  | Pt | Qualificazione |
| --- | ---------------- | - | - | - | - | --- | --- | --- | -- | -------------- |
| 1   | Füchse Berlino   | 6 | 6 | 0 | 0 | 194 | 160 | +34 | 12 | Main Round     |
| 2   | Dinamo București | 6 | 4 | 0 | 2 | 218 | 168 | +50 | 8  | Main Round     |
| 3   | Chambéry         | 6 | 2 | 0 | 4 | 181 | 181 | 0   | 4  |                |
| 4   | Izviđač          | 6 | 0 | 0 | 6 | 150 | 234 | −84 | 0  |                |

#### Risultati
|                  | FBE   | DIN   | CHA   | IZV   |
| ---------------- | ----- | ----- | ----- | ----- |
| Füchse Berlino   | ––––  | 33-30 | 24-22 | 34-23 |
| Dinamo București | 32-33 | ––––  | 36-33 | 52-24 |
| Chambéry         | 31-36 | 21-28 | ––––  | 34-30 |
| Izviđač          | 22-34 | 24-40 | 27-40 | ––––  |

### Girone H

#### Classifica
| Pos | Squadra        | G | V | N | P | GF  | GS  | DG  | Pt | Qualificazione |
| --- | -------------- | - | - | - | - | --- | --- | --- | -- | -------------- |
| 1   | CSM Costanţa   | 6 | 4 | 1 | 1 | 172 | 158 | +14 | 9  | Main Round     |
| 2   | Sporting       | 6 | 4 | 0 | 2 | 199 | 158 | +41 | 8  | Main Round     |
| 3   | MOL-Tatabánya  | 6 | 3 | 0 | 3 | 175 | 171 | +4  | 6  |                |
| 4   | Chrobry Głogów | 6 | 0 | 1 | 5 | 138 | 197 | −59 | 1  |                |

#### Risultati
|                | SCP   | TAT   | CHG   | DSC   |
| -------------- | ----- | ----- | ----- | ----- |
| Sporting       | ––––  | 36-28 | 37-20 | 34-28 |
| MOL-Tatabánya  | 31-29 | ––––  | 37-24 | 24-29 |
| Chrobry Głogów | 22-35 | 25-30 | ––––  | 29-29 |
| CSM Costanţa   | 29-28 | 28-25 | 29-18 | ––––  |

## Main round

### Gruppo 1

#### Classifica
| Pos | Squadra            | G | V | N | P | GF  | GS  | DG  | Pt | Promozione       |
| --- | ------------------ | - | - | - | - | --- | --- | --- | -- | ---------------- |
| 1   | Nantes             | 6 | 5 | 0 | 1 | 197 | 164 | +33 | 10 | Quarti di finale |
| 2   | Rhein-Neckar Löwen | 6 | 4 | 0 | 2 | 173 | 166 | +7  | 8  | Playoff          |
| 3   | Hannover-Burgdorf  | 6 | 2 | 0 | 4 | 174 | 187 | −13 | 4  | Playoff          |
| 4   | Górnik Zabrze      | 6 | 1 | 0 | 5 | 154 | 181 | −27 | 2  |                  |

|                    | NAN   | HAN   | GOR   | RNL   |
| ------------------ | ----- | ----- | ----- | ----- |
| Nantes             | ––––  | 33-26 | 31-23 | 32-25 |
| Hannover-Burgdorf  | 32-38 | ––––  | 34-28 | 24-32 |
| Górnik Zabrze      | 22-31 | 29-32 | ––––  | 29-26 |
| Rhein-Neckar Löwen | 36-32 | 27-26 | 29-32 | ––––  |

### Gruppo 2

#### Classifica
| Pos | Squadra         | G | V | N | P | GF  | GS  | DG  | Pt | Promozione       |
| --- | --------------- | - | - | - | - | --- | --- | --- | -- | ---------------- |
| 1   | Skjern          | 6 | 4 | 0 | 2 | 194 | 185 | +9  | 8  | Quarti di finale |
| 2   | Sävehof         | 6 | 3 | 1 | 2 | 187 | 181 | +6  | 7  | Playoff          |
| 3   | Nexe            | 6 | 3 | 1 | 2 | 187 | 174 | +13 | 7  | Playoff          |
| 4   | Gorenje Velenje | 6 | 0 | 2 | 4 | 171 | 199 | −28 | 2  |                  |

|                 | SKJ   | SÄV   | NEX   | GVE   |
| --------------- | ----- | ----- | ----- | ----- |
| Skjern          | ––––  | 33-34 | 33-30 | 45-31 |
| Sävehof         | 27-29 | ––––  | 34-28 | 36-34 |
| Nexe            | 39-25 | 29-28 | ––––  | 34-27 |
| Gorneje Velenje | 24-29 | 28-28 | 27-27 | ––––  |

### Gruppo 3

#### Classifica
| Pos | Squadra               | G | V | N | P | GF  | GS  | DG  | Pt | Promozione       |
| --- | --------------------- | - | - | - | - | --- | --- | --- | -- | ---------------- |
| 1   | Flensburg-Handewitt   | 6 | 5 | 0 | 1 | 231 | 167 | +64 | 10 | Quarti di finale |
| 2   | Bjerringbro-Silkeborg | 6 | 3 | 0 | 3 | 178 | 197 | −19 | 6  | Playoff          |
| 3   | Kadetten Schaffhausen | 6 | 2 | 0 | 4 | 168 | 188 | −20 | 4  | Playoff          |
| 4   | Vojvodina             | 6 | 2 | 0 | 4 | 155 | 180 | −25 | 4  |                  |

|                       | FLE   | BJE   | KAD   | VOJ   |
| --------------------- | ----- | ----- | ----- | ----- |
| Flensburg-Handewitt   | ––––  | 38-28 | 46-31 | 42-30 |
| Bjerringbro-Silkeborg | 26-45 | ––––  | 36-30 | 26-22 |
| Kadetten Schaffhausen | 25-24 | 33-34 | ––––  | 27-24 |
| Vojvodina             | 26-36 | 29-28 | 24-21 | ––––  |

### Gruppo 4

#### Classifica
| Pos | Squadra         | G | V | N | P | GF  | GS  | DG  | Pt | Promozione       |
| --- | --------------- | - | - | - | - | --- | --- | --- | -- | ---------------- |
| 1   | Sporting CP     | 6 | 5 | 0 | 1 | 192 | 176 | +16 | 10 | Quarti di finale |
| 2   | Füchse Berlino  | 6 | 4 | 0 | 2 | 192 | 186 | +6  | 8  | Playoff          |
| 3   | Dinamo Bucarest | 6 | 2 | 0 | 4 | 188 | 180 | +8  | 4  | Playoff          |
| 4   | CSM Constanţa   | 6 | 1 | 0 | 5 | 165 | 195 | −30 | 2  |                  |

|                 | FLE   | BJE   | KAD   | VOJ   |
| --------------- | ----- | ----- | ----- | ----- |
| Sporting CP     | ––––  | 32-28 | 35-33 | 34-28 |
| Füchse Berlino  | 31-32 | ––––  | 33-30 | 35-30 |
| Dinamo Bucarest | 27-31 | 32-33 | ––––  | 33-23 |
| Constanţa       | 29-28 | 29-32 | 25-33 | ––––  |

## Fase ad eliminazione

### Playoff
| Squadra 1          | Totale | Squadra 2             | Andata | Ritorno |
| ------------------ | ------ | --------------------- | ------ | ------- |
| Nexe               | 48-55  | Rhein-Neckar Löwen    | 19-24  | 29-31   |
| Hannover-Burgdorf  | 59-64  | Sävehof               | 34-30  | 25-34   |
| Dinamo Bucarest    | 64-58  | Bjerringbro-Silkeborg | 37-34  | 27-24   |
| Kadetten Sciaffusa | 56-66  | Fuchse Berlino        | 28-32  | 28-34   |

### Quarti di finale
| Squadra 1          | Totale | Squadra 2           | Andata | Ritorno |
| ------------------ | ------ | ------------------- | ------ | ------- |
| Fuchse Berlino     | 70-63  | Nantes              | 33-33  | 37-30   |
| Dinamo Bucarest    | 66-61  | Skjern              | 28-27  | 38-34   |
| Sävehof            | 59-69  | Flensburg-Handewitt | 30-41  | 29-28   |
| Rhein-Neckar Löwen | 60-58  | Sporting CP         | 32-29  | 28-29   |

### Final Four

#### Tabellone
|  | Semifinali          | Semifinali          | Semifinali     |                |                     | Finale              | Finale          | Finale          |  |
|  |                     |                     |                |                |                     |                     |                 |                 |  |
|  | Flensburg-Handewitt | Flensburg-Handewitt | 38             |                |                     |                     |                 |                 |  |
|  | Flensburg-Handewitt | Flensburg-Handewitt | 38             |                |                     |                     |                 |                 |  |
|  | Dinamo Bucarest     | Dinamo Bucarest     | 32             |                |                     |                     |                 |                 |  |
|  | Dinamo Bucarest     | Dinamo Bucarest     | 32             |                | Flensburg-Handewitt | Flensburg-Handewitt | 36              |                 |  |
|  |                     |                     |                |                | Flensburg-Handewitt | Flensburg-Handewitt | 36              |                 |  |
|  |                     |                     | Füchse Berlino | Füchse Berlino | 31                  |                     |                 |                 |  |
|  | Rhein-Neckar Löwen  | Rhein-Neckar Löwen  | Füchse Berlino | Füchse Berlino | 31                  | 24                  |                 |                 |  |
|  | Rhein-Neckar Löwen  | Rhein-Neckar Löwen  |                |                |                     | 24                  |                 |                 |  |
|  | Füchse Berlino      | Füchse Berlino      | 33             |                |                     | Finale 3º posto     | Finale 3º posto | Finale 3º posto |  |
|  | Füchse Berlino      | Füchse Berlino      | 33             |                |                     |                     |                 |                 |  |
|  |                     |                     |                |                |                     |                     |                 |                 |  |
|  |                     |                     |                |                |                     | Dinamo Bucarest     | Dinamo Bucarest | 31              |  |
|  |                     |                     |                |                |                     | Dinamo Bucarest     | Dinamo Bucarest | 31              |  |
|  |                     |                     |                |                |                     | Füchse Berlino      | Füchse Berlino  | 32              |  |

#### Semifinali
| Arbitri: | Vaidas Mažeika Mindaugas Gatelis |

|             |           |            |
| Jakobsen 12 | Marcatori | Akimenko 7 |

| Arbitri: | Dalibor Jurinović Marko Mrvica |

|         |           |                     |
| Knorr 7 | Marcatori | Andersson, Gidsel 7 |

#### Finale 3º posto
| Arbitri: | Andrej Budzak Michal Zahradnik |

|         |           |                          |
| Rosta 6 | Marcatori | Kirkeløkke, Kohlbacher 6 |

#### Finale
| Arbitri: | Javier Álvarez Yon Bustamante |

|            |           |             |
| Jakobsen 7 | Marcatori | Tollbring 7 |